# Un jour dans l'histoire
Un Jour dans l'Histoire est une émission de radio belge consacrée à l’Histoire et présentée quotidiennement par le journaliste Laurent Dehossay  sur la Première.

## Emissions
Les émissions sont constituées d’entretiens avec un historien ou historienne à l’occasion de la sortie d’un nouvel ouvrage (généralement écrit par l’invité) sur le thème de l’émission.
La durée des émissions varie entre 25 et 30 minutes.
Les invités sont interviewés par le journaliste Laurent Dehossay.
Afin de célébrer la fin de la cinquième saison, La Première a lancé en 2018 une bibliothèque interactive intitulée 1000 jours dans l’Histoire, comprenant 1000 séquences de l’émission.

## Diffusion
L’émission est diffusée sur La Première du lundi au vendredi de 13h15 à 14h30,.
Elle est également disponible en podcast sur le site de la RTBF.

## Audiences
Depuis la création de l’émission, la Première a gagné 62% de parts de marché sur la tranche horaire de l’émission (13h30-14h30). 

## Autour de l’émission
Le thème musical d’introduction de l’émission est une version instrumentale de la chanson Iron du chanteur français Woodkid.